# Siekierka Stara
Siekierka Stara (do 31 grudnia 2002 Stara Siekierka) – wieś sołecka w Polsce położona w województwie mazowieckim, w powiecie lipskim, w gminie Chotcza.
W latach 1975–1998 miejscowość administracyjnie należała do województwa radomskiego. 1 stycznia 2003 nastąpiła zmiana nazwy wsi z Stara Siekierka na Siekierka Stara.
Obok miejscowości przepływa niewielka rzeka Zwoleńka, dopływ Wisły.
Wierni kościoła rzymskokatolickiego należą do parafii św. Tekli w Tymienicy.